# مگس‌گیر گلوسفید
مگس‌گیر گلوسفید (نام علمی: Anthipes monileger)، گونه‌ای از پرندگان گنجشک‌سان از خانواده مگس‌گیران جهان قدیم و بومی بنگلادش، بوتان، چین، هند، لائوس، میانمار، نپال، تایلند و ویتنام است. زیستگاه طبیعی آن جنگل‌های کوهستانی نمناک نیمه‌گرمسیری یا گرمسیری است. در گذشته در سردهٔ انجیرخورک‌ها جای می‌گرفت.